# 주한 미군의 철수
주한 미군의 철수는 과거에서부터 좌우간 정치적 논쟁의 중심이 되어 왔고, 점차 감축되어 왔다. 주한 미군의 철수를 찬성하는 이들은 우리민족의 일은 스스로 해결해야하니, 이에 방해가 되는 주한미군은 더 이상 필요하지 않다고 주장한다. 주한 미군의 철수를 반대하는 이들은 한국에 미군이 주둔하는 것만으로 커다란 전쟁억제력을 가지므로, 전쟁을 막기 위해서 주한 미군은 필요하다고 주장한다. 현재 주한 미군은 제8군과 제7공군 등이 잔류해 있다.주한 미군의 철수는 한국 정부에 의해서 공식적으로 요청된 적이 없으며, 몇몇 미국 정부에 의해서 일방적으로 이뤄지거나 논의가 제안되었다.

## 해방 직후
제2차 세계대전 이후 한반도에 진주하고 있었던 일본제국군의 무장 해제를 위하여 38선 이남에 미군이 주둔하게 되었고, 미군정청이 설치되어 1945년부터 1948년까지, 한반도 유일 합법정부가 설치되기 전까지 존재하였다. 1945년에는 대략 7.75만명 정도의 미군이 주둔하고 있었다.
1948년 8월 15일 대한민국 정부가 수립되자 주한미군은 9월 15일부터 그 숫자와 규모가 감축되기 시작했다. 같은 해 발생하였던 11월 여수 순천 사건으로 잠시 철수가 중단되었다가 1949년 4월 다시 철수를 시작해 5월 28일 500여명의 주한 미군 군사고문단을 제외한 45,000명의 철수를 완료했다. 이후 1949년 6월 30일부로 철수를 완료했다. 이후 애치슨 선언과 더불어 한반도 이남의 미군 철수는 6.25 전쟁을 발생시키는 주요 원인이 되었다.

## 한국전쟁과 주한미군 주둔의 시작
한국 전쟁 당시 178만명의 미군이 전투에 참가하였으며, 조선인민군 및 중공군과 전투를 벌였다. 1950년부터 1953년까지 진행되었던 한국전쟁은 종전이 아닌 정전(휴전)의 형태로 종료되었다. 이승만 대통령은 긴 협상 끝에 한미상호방위조약을 체결하게 되었고, 이는 주한 미군의 존재에 대한 법적 근거가 되었다. 오늘날까지 미국 육해공군 및 해병대가 한반도 이남에 주둔하게 되는 결과를 가져왔다. 

## 미합중국의 입장

### 닉슨 행정부
닉슨은 1967년 10월 포린 어페어스지에 "베트남 이후의 아시아"라는 논문을 발표했다. 미국이 더 이상 세계의 경찰이 될 수 없고, 베트남에서 미군은 철수되어야 하며, 아시아에서 미국의 개입을 줄여야 한다는 내용이었다. 1968년 11월 닉슨은 대통령으로 당선되었으며, 1969년 7월 25일 닉슨주의를 발표했다. 닉슨은 닉슨주의에 따라, 주한미군 7사단과 주한미군 2사단을 모두 철수시키려 하였다. 박정희 정부는 한국과 사전 협의 없는 일방적인 주한미군 감축은 한미 상호방위조약 위반이라는 성명을 여러차례 발표했다. 이러한 한국 정부의 반에도 불구하고, 1970년 7월 5일 미국은 주한미군 7사단을 철수한다는 일방적 통보를 하였다. 이에 대해 박정희 정부는 강력한 항의를 하면서, 주한미군의 철수 전에 한국군의 전투력 증강과 장비 현대화가 선행되어야 한다고 주장했다.
1971년 2월 6일 최규하 외무장관과 포터 주한 미국 대사의 공동성명이 발표되었다.
- 1971년 7월 말까지 7사단을 철수하고, 서부전선의 2사단을 후방에 배치한다. 휴전선은 한국군이 전담한다.[6]
- 미국은 15억 달러 상당의 군사원조, 군사차관을 제공하여 한국군의 현대화 5개년 계획을 지원한다.
- 양국의 외무, 국방 고위관리가 참석하는 한미 안보협의회의를 개최한다.

이 공동성명에 의해서, 한국은 무기와 탄약의 국내생산이 가능하게 되었으며, 7개월 후인 1971년 9월 국방과학연구소가 창설되었다. 만약 닉슨이 재선에 성공하였으면 주한미군 2사단도 철수되었을 것이지만 재선에 실패하였으며, 후임 제럴드 포드는 더 이상 미군을 철수시키지 않았다.

### 카터 행정부
닉슨, 포드에 이어서, 카터는 1976년 11월 대선에서 주한미군 철수를 선거공약으로 내걸었고, 대통령에 당선되었다.
대통령 취임 후 바로 주한미군 철수 3단계안을 발표했다.
- 1978년 말까지 지상군 6000명 철수
  - 이후에 수정되었다.
  - 1978년 말까지 지상군 3400명 철수
  - 1979년 말까지 지상군 2600명 철수
- 1980년 여름까지 지상군 9000명 철수
- 1982년 7월까지 나머지 지상군 모두 철수. 공군과 해군은 계속 주둔한다.

그러나 이 계획은 한국의 완강한 반발과 더불어 미 의회와 미 국방부가 크게 반대하여 제동을 걸었으며, 1979년 6월 카터 대통령이 한국을 방문하면서 철군안이 완전히 백지화되었다.

### 레이건 행정부
레이건 행정부에 들어서는 북한의 군사력에 대한 재평가와 소련의 팽창주의에 대한 대응으로 기존 카터 행정부의 감축안을 백지화하였다.

### 허버트 W. 부시 행정부
1989년 전 세계적인 냉전구조 와해의 분위기 가운데 미 의회는 국방지출법의 넌-워너 수정조항을 통해 당시 4만3천명이던 주한미군을 1991년말까지 3만6천명으로 7천명 줄이도록 요구했고, 당시 부시 행정부는 1992년 제2사단 제3여단을 철수해 해체함으로써 주한미군은 3만명 수준으로 다시 감소한 채 현재까지 규모를 유지중이다.

### 트럼프 행정부
주한미군 철수를 여러 번 언급하였으나, 이는 실제로 이뤄지지 않았다. 그 대신 기존과는 달리 주한미군 일부 병력의 순환배치 및 전략적 유연 개념이 도입되었다.

### 바이든 행정부
주한미군의 수를 2만8500명 수준으로 유지하는 국방수권법을 통과시켰다.

## 대한민국의 입장

### 김대중 정부
1997년부터 1999년 사이 남북미중 간의 4자 회담이 열렸을 때 북한에서 주한미군 철수를 주장했다. 미국 대표가 "주한미군이 철수하면 한반도를 둘러싼 군사 균형이 깨진다"라고 대답했다. 김대중 정부에서 공식적으로 주한 미군 철수를 거론하지 않았다.
오히려 김대중 대통령은 2000년 6월 '6.25 50주년 기념사'에서 "만일 한국과 일본에 있는 10만의 주한미군과 주일미군이 철수한다면 한반도는 물론 동아시아와 태평양의 안전과 세력균형에 커다란 차질을 가져 올 것이다. 우리는 우리의 국익을 위해서 주한미군이 계속 주둔하기를 바란다"고 말했다.

### 이명박 정부
이명박 정부에서는 역사상 최초로 남한의 군사력 우위를 주장하는 국정원의 공식 연구결과가 나왔다.  이명박 대통령은 사상 최초로 국방부가 아닌 국정원에 남북한 전력비교 보고서를 주문했는데, 사상 최초의 비국방부 보고서에서, 한국군의 현존 전력으로도 북한군에 우세하다는 결론이 나온 것이다.
2004년의 국방부 보고서에서는 주한미군과 본토의 미군 증원이 없으면 개전 2주만에 서울이 점령된다고 결론내렸다. 그러나 2009년 국정원 보고서에서는 주한미군도 본토미군증원도 없고, 한국의 민방위나 예비군 등의 전시동원도 없이, 현재 상비된 현역군인만으로 북한군과 전면전시 10% 우세하다는 결과를 보고했다. 그것도 북한군은 최대가정치, 한국군은 최소가정치를 대입한 결과이기에, 둘 다 최대최소의 평균가정치를 대입하면 한국이 더욱 우세하다는 의미이다.
이러한 정부의 공식 보고서는 한국 건국이래 최초이며, 한국경제성장의 성과가 드디어 국방분야까지 나타나기 시작했다는 의미가 있다.
2013년 현재 남북한은 최대 90배 GDP 격차가 난다고 보도되고 있다. 한국과 미국은 10배 차이라서, 90배 차이는 한국군 하나 대 미군 9개를 합친 규모이다. 아무리 북한이 과도하게 국방예산을 지출하고, 남한이 극소로 국방예산을 지출하며 미군의 도움을 받는다지만, 미군 없이 2주만에 서울이 점령된다는 분석은 GDP 90배 격차와 너무 맞지 않는 분석이었는데, 이번에 크게 시정되었다.
그러나 해당 보고서는 북한의 생화학무기 및 탄도미사일 등 대량살상무기의 대도시 사용을 가정하지 않은 것이며 전력수치 대입에 있어서 군과의 접촉도 없었고 국방예산 감축을 위한 인위적인 압력을 행사하기 위한 내용이라는 군 내부의 불만이 속출하였다. 거기에 산정과정에서도 기존의 국방부의 보고서의 경우 육해공의 전력을 분리하여 비교하였으나 국정원의 보고서는 육해공을 통합하여 결론을 내리는등 5년전 국방부의 보고서와 크게 차이가 난다. 또한, 2009년 국정원의 보고서는 주한미군을 철수시켜야 한다는 것이 결론이 아닌 현재의 주한미군 전력만으로도 한미연합군의 전투력이 북한군을 압도한다는 것이 결론이다.

### 문재인 정부
미국 민주당 소속 힐러리 클린턴이 대통령 선거에서 패배하고 미국 공화당 소속 도널드 트럼프가 당선되면서 주한미군 철수에 대한 관심이 다시 집중되었다. 특히 도널드 트럼프가 대통령 후보 시절부터 취임 이후 주한미군 철수를 거론하면서 세간의 이목을 끌었다. 그러나 이는 주한미군의 직접적인 철수보다는 방위비 분담 협상에 있어서 한국을 압박하는 차원에서 이뤄졌다.
문재인 정부에서 진행되었던 세 차례의 남북정상회담은 짧은 남북 데탕트를 형성하는데 성공하나, 남북 데당트와는 별개로 주한미군 철수에 대한 논의는 별도로 이뤄지지 않았다.
트럼프 대통령의 최측근 인사인 스티브 배넌이 주한 미군 철수를 북한과 협상에 필요한 카드로 사용할수도 있다는 언론 보도가 나오면서, 도쿄 사사카와 평화재단의 와타나베 선임 펠로우는 "주한미군이 철수하면 일본은 한반도로부터의 직접적 위협에 직면하고, 일본은 핵무장을 포함해 자체 군사적 옵션을 고려할 것"이라고 말했다.
2018년 4월 17일 미국 남부 플로리다주 팜비치에서 열린 미일정상회담에서 트럼프 대통령이 아베 총리에게 주한미군을 감축하거나 철수했을 때의 영향에 대한 의견을 구했다. 아베 총리는 동아시아의 군사균형을 무너트릴 우려가 있다며 반대 의사를 전달했다.

## 같이 보기
- 프레이저 보고서
- 주한 미군
- 제7보병사단 (미국)